# デンバー大学
デンバー大学（デンバーだいがく、英語: University of Denver）は、コロラド州デンバーに本部を置くアメリカ合衆国の私立大学。1865年創立、1865年大学設置。大学の略称はDU。

## 概要

### 大学全体
大学はロッキー山脈の麓、コロラド州デンバーに設置されている総合大学である。キャンパス全体は主にレンガを基調に重厚な作りである。また、建物は植物と調和がとれるようにデザインされている。デンバー市街地より約11キロメートル南下した位置にメインキャンパスが広がっている。

### 2007年度平均入学者要綱
- 学生数:10,791名（大学及び大学院）
- 性別: 女性55%; 男性45%
- GPA: 3.63
- SAT スコア: 1204 （SAT＝Scholastic Assessment Testは基本的に日本の高校を卒業している場合には必要ないが、カナダやアメリカの高校を卒業した日本人は提出が義務付けられている。SATスコアの最低入学点数は大学より示されていない。）
- 州内就学率: コロラド州在住の学生39%; コロラド州外の学生61%
- 海外留学生: 11%

## アカデミック及び構成生徒層
全米では珍しくクオーター学期制（通常はセメスター学期制）を採用している。クオーターとは1年を4分割することで、秋、冬、春、夏学期が存在する。また、学期間の休みにはIntertermという短期間で単位を取得するコースも用意されている。
単位は専攻学部やメジャーやマイナーの数によっても異なるが、ビジネスをメジャーとしている学生は卒業までに182–185単位が必要とされている。1クラスあたり通常は4単位なので仮に卒業単位が185単位の場合平均16単位（4クラス）を取得し夏学期に出席しない場合12クオーター4年で卒業できる。さらに、夏学期やIntertermで単位を多く取得することで予定卒業年より早く卒業も可能である。
クラスは通常15–40人程度で少人数クラスが特徴的である。100人を超えるクラスもあるが専攻学部で50人を超えるクラスはまずない。
生徒層は毎年平均53%–63%程度がコロラド州外からの割合で、中流から上流階級層の学生が大多数を占めている。

## キャンパス
キャンパス内は新旧様々な建物が立ち並び、その中でも1890年築のUniversity Hallが一番古い建物になる。当然のことながら、全ての建物内部は最新の状態を保つために常に改装が施されている。また、キャンパス内景観も重視し建物は煉瓦を基調とし重厚な造りで歩道も煉瓦が敷かれている、植栽や芝は常に手入れされておりデンバー市内でも非常に美しい場所の一つでもある。
最近では2003年に6350万ドル（約76億円/2007年2月現在）をかけて新たな法学部用の施設"Sturm College of Law"を建設した。また、音楽学部用の施設"Newman Center for the Performing Arts"（7500万ドルをかけて建設）には1000席4階のオペラハウスも設置されている。

## スポーツ

### アイスホッケー
アイスホッケーはデンバー大学が重要視しているスポーツのひとつで、全米選手権優勝回数は歴代1位タイの9回であり、近年では2022年に優勝している。大学内にはプロでも使用されるスケートリンクがある。いくつものスポンサーからも支援を受け、非常に有名なことからも全米の強豪高校生選手がデンバー大学に毎年入学する。

### スキー
スキーも力を入れている競技のひとつで、いくつものタイトルを毎年獲得している。選手はアメリカ国内からだけではなく、欧州からの受け入れも積極的に行われ、非常に強いチームを毎年育成している。

### 体操
現役在校生が2008年北京オリンピックへ参加するほどまでに実力をあげてきている。

### その他の競技
その他にもゴルフ、バスケットボール、テニスや女子サッカーなどが非常にさかんに行われている。

## 著名な出身者

### 政治・行政・軍事
- コンドリーザ・ライス - 元国務長官
- エド・シェーファー - 元農務長官、元ノースダコタ州知事
- ジム・ニコルソン - 元退役軍人長官
- ゲール・ノートン - 元内務長官
- ピート・ドメニチ - 元連邦上院議員（共和党、ニューメキシコ州選出）
- バイロン・ドーガン - 元連邦上院議員（民主党、ノースダコタ州選出）
- マイク・エンジ - 元連邦上院議員（共和党、ワイオミング州選出）
- モハンマド・ジャヴァード・ザリーフ - 元イラン・イスラム共和国外務大臣
- シンディ・カービル - 元駐アフリカ連合大使
- エラルド・ムーニョス - 元チリ外相
- イブラーヒーム・アブドゥルアジーズ・アル＝アッサーフ - 元サウジアラビア外相
- ウェイン・アスピナル - 元連邦下院議員（民主党、コロラド州）
- ウィリアム・D・フォード - 元連邦下院議員（共和党、ミシガン州）
- モー・ユードル - 元連邦下院議員（民主党、ネバダ州）
- バイロン・ロジャース - 元連邦下院議員（民主党、コロラド州）
- パット・ウィリアムズ - 元連邦下院議員（民主党、モンタナ州）
- ポール・ラクソールト - 元ネバダ州知事、元連邦上院議員（共和党、ネバダ州選出）
- チャールズ・ブラナン - 元農務長官
- ジョン・アーサー・ラブ - 元コロラド州知事、元エネルギー政策局長
- ジョージ・ケイシー・ジュニア - アメリカ陸軍大将。元陸軍参謀総長
- スーザン・ウォルツ - 元アムネスティ・インターナショナル国際執行委員長
- アルビン・ウィーダースパーン - 元ワイオミング州上院議員、下院議員
- ウィンフィールド・ニブロ - 連合国最高司令官総司令部（GHQ）民間情報教育局職員
- 笹森順造 - 元日本国務大臣、元青山学院院長
- 堀部伸子 - 元国際連合人口基金アジア・太平洋地域事務所所長

### ビジネス
- ピーター・クアーズ - 元クアーズ会長
- ニランシュ・ラジャ - メディコープ最高経営責任者
- アンドリュー・C・テイラー - エンタープライズ・ホールディングス会長
- マック・J・スリンジャーランド - サイバー社長兼最高経営責任者
- ブラッドベリー・アンダーソン - 元ベスト・バイ最高経営責任者
- ジェームス・レンツ - 元北米トヨタ自動車最高経営責任者、米国トヨタ自動車販売最高経営責任者
- ショーン・メンク - フロンティア航空社長兼最高経営責任者
- ハワード・P・ジェームズ - シェラトン前最高経営責任者
- ピーター・モートン - ハードロックカフェ創業者
- シェイフ・アーメド・ビン・サイード・アル・マクトゥーム - エミレーツ航空会長
- リチャード・ヒルトン - ヒルトン・アンド・ハイランド・リアル・エステート会長、パリス・ヒルトンとニッキー・ヒルトンの姉妹の父親
- ジョゼフ・W・ソーンダース - Visa会長兼最高経営責任者

### 学術
- 伊藤剛 - 明治大学政治経済学部教授

### メディア
- ローウェル・トマス - ラジオコメンテーター
- アンドルー・ローゼンタール - ニューヨーク・タイムズ社説編集者
- ジェームズ・コックス・ケネディ - 元コックス・エンタープライズ最高経営責任者
- デービッド・ボン・ドレール - コラムニスト
- エド・ステイン - ロッキー・マウンテン・ニュース（廃刊）の風刺漫画家
- クラーク・キャンフィールド - AP通信レポーター

### スポーツ
- グレン・アンダーソン - 元アイスホッケー選手。ホッケー殿堂入り
- ビル・マスターソン - 元アイスホッケー選手。ミネソタ・ノーススターズ所属
- キース・マグヌソン - 元アイスホッケー選手。シカゴ・ブラックホークス所属
- ポール・スタストニー - 元アイスホッケー選手。コロラド・アバランチ、セントルイス・ブルースなどに所属
- ケビン・ダイニーン - 元アイスホッケー選手。ハートフォード・ホエーラーズ、フィラデルフィア・フライヤーズなどに所属
- クレイグ・パトリック - 元アイスホッケー選手。ホッケー殿堂入り
- ジェローム・ビフル - 元陸上競技選手。ヘルシンキオリンピック男子走り幅跳び金メダリスト
- グレッグ・ポポヴィッチ - バスケットボール指導者。2020年東京オリンピック男子アメリカ代表監督として金メダル獲得
- サム・エチェベリー - 元アメリカンフットボール選手。カナダフットボール殿堂入り
- ダン・シャツェダー - 元野球選手。ミネソタ・ツインズなどに所属
- マット・カール - 元アイスホッケー選手。フィラデルフィア・フライヤーズやタンパベイ・ライトニングなどに所属
- マーク・グリメットおよびブライアン・マーティン - 元リュージュ選手。ペアで2度、オリンピック金メダルを獲得
- ピーター・マクナブ - 元アイスホッケー選手。ボストン・ブルーインズなどに所属
- ビンス・ボリラ - 元バスケットボール選手。1948年ロンドンオリンピック金メダリスト
- ミシェル・クワン - フィギュアスケート全米チャンピオン、冬季オリンピックメダリスト

### 芸術
- ニール・サイモン - ピューリッツァー賞を受賞した脚本家
- クリス・ブロデリック - メガデス (バンド)のギタリスト
- エリオット・マーティン - ブロードウェイのプロデューサー
- マーク・ハリス - 小説 Bang the Drum Slowly の作者
- ジョン・エドワード・ウィリアムズ - 作家、1973年度全米図書賞受賞者
- スコット・ミッチェル・ローゼンバーグ - 映画プロデューサー
- デュアン・マイケルズ - 写真家
- ジョシュア・マリー・ウィルキンソン - 詩人
- シーダー・ウォルトン - ジャズピアニスト
- トミー・ハリソン - ジャクソンヴィル大学の音楽教授